# 常楽園
常楽園（じょうらくえん）は、富山県中新川郡上市町と立山町の間にまたがる山塊。国土地理院地図では赤坂峠あたりに「常楽園」と記載されている。主峰は大観峰（標高332m）。

## 地理
大岩川流域と虫谷川流域の分水嶺となる尾根で、南端に高峰山の尾根や大日連峰と繋がっている。
植生は主にブナ植林であり、二次林のコナラ林などもみられる。

### 常楽園道
常楽園道は1900(明治33)年に開通した旧大岩村と旧東谷村を結ぶ道で、沿道の風景がその名の通り良好である

### 主な山
- 桝形山
- 大観峰

### 峠
- 赤坂峠